# 客観的処罰条件
客観的処罰条件（きゃっかんてきしょばつじょうけん）とは、刑法学上の概念であり、犯罪は成立するものの、国家が刑罰権を行使する上で、さらに一定の条件を具備することが要求される場合のその条件をいう。

## 問題の所在
犯罪とは、構成要件を充足し、違法・有責な行為であるというのが日本では通説・圧倒的多数説である。しかし、例外的に構成要件・違法・有責と関係のない客観的処罰条件というカテゴリーが論じられてきた。
その例は、事前収賄罪における公務員への就任（刑法197条2項）、詐欺破産罪における破産手続開始の確定（破産法265条、民事再生法255条、会社更生法266条も同様）である。
例えば、事前収賄罪を例にとると、賄賂の収受によって犯罪成立要件は充足されているが、公務員になったことが刑罰権発生の条件であり、犯罪の故意（38条1項）が認められるためには構成要件該当事実の認識が必要だが、収受時点では公務員になるかどうか、なれるかどうか明らかでないから（自己の支配領域外）、公務員になったことは処罰条件であって、構成要件ではない、従って故意の認識対象ではない、とする。
このような通説の説明には4つの疑問が生じる。
- 公務員になることは、本当に事前収賄罪の成立要件ではないのか
- 仮に犯罪成立要件ではないとすると、なぜそのような要素が刑罰権を基礎付けることができるのか
- 理論的根拠はあるか
- これまで客観的処罰条件として説明されてきた例は、実は構成要件ないし違法性の要素だったのではないか

## 各学説の検討
学説は、大きく肯定説と否定説に分かれる。かつては佐伯千匁が客観的処罰条件を構成要件に還元し、松原芳博がその方向性をさらに徹底している。他方で、肯定説も根強い。

### 客観的処罰条件肯定説
処罰制限事由説
この見解は、客観的処罰条件は、行為の違法性と無関係であるから、構成要件には属しない。従って、故意過失の対象とならない。加えて処罰範囲を拡張するのでなく、制限する事由であるから、責任原理とも矛盾しないという。
この見解の背後には、刑罰法規の役割の2面性がある。刑罰法規は、国民に対する行為規範であると同時に裁判官に対する裁判規範であるから、行為規範とは離れて、裁判規範のレベルで刑罰権行使の外部的条件を示す場合があり、それが客観的処罰条件だと説明する。
行為無価値一元論／人的不法一元論
違法概念から結果を切り離し、現実に発生した結果を客観的処罰条件とする。例えば、結果犯における結果を、犯行ではなくの犯罪要素として捉えて、結果は行為の違法・責任の外にあり、処罰を制限する機能しか有しないという。
しかし、この見解は、犯罪と犯行を区別し、その定義も独自な上（根拠はビンディングの規範論）、既遂処罰を原則とし、未遂犯は処罰拡張事由とする現行刑法の建前とそぐわない。
行為・結果無価値二元論
結果も不法要素としながら、同時に客観的処罰条件を認める。

### 客観的処罰条件否定説／構成要件還元説
結果無価値一元論
結果無価値の立場からは、結果は違法要素であるから、構成要件に属する。すると、客観的処罰条件も犯罪成立に不可欠な客観的要件であるから、違法要素＝構成要件要素となる。但し、過失要求説と故意要求説に分かれる。
過失要求説
この見解は、刑罰は犯罪に対する制裁であるから、犯罪成立とは無関係な刑罰権発生事由を認めることには疑問があるとして、客観的処罰条件も、該当事実発生によって行為の違法性を可罰的に高める違法要素と位置づける。従って犯罪成立には客観的処罰条件該当事実について少なくとも過失が必要という。しかし、構成要件要素にあたるのに、なぜ故意ではなく過失で足りるのか、根拠が不明。
故意要求説
事前収賄罪を例にとれば、収賄行為を第1条件、その後の公務員への就任を第2条件＝停止条件と位置づけて、あわせて公務の公正・外部の信頼が危殆化されるという結果が生じるという。第1条件の行為時点で、第2条件＝停止条件について客観的予見可能性があれば、相当因果関係が認められ、主観的予見可能性があれば故意も認められる。この見解では、第1条件充足時点では、そもそも犯罪は成立していないことになる。
なお、因果関係について、因果関係とは行為と結果の関係であるから、行為と処罰条件の関係についても事実上の牽連関係があれば足りるとの見解もある。